# Stac Biorach

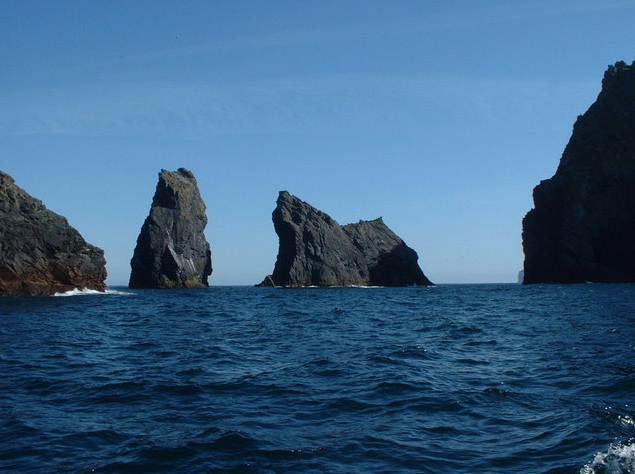
Stac Biorach (po lewej)

Stac Biorach (z gael.: „szpiczasta kolumna”) – wysoka na 73 m kolumna należąca do archipelagu St Kilda w Szkocji. Znajduje się pomiędzy wyspami Hirta i Soay, niedaleko innej kolumny, Soay Stac.

## Historia
W przeszłości St Kildianie wybierali jaja z gniazd lęgnących się tu licznie ptaków morskich. Czcigodny Neil MacKenzie opisał wyspiarzy zbierających tu ptasie jaja, do sporych koszy wyglądem przypominających płaski ul pszczeli. Każdy z takich koszy pomieścić mógł około 400 jajek.
Oprócz ekonomicznego aspektu, Stac Biorach zajmowało również istotne miejsce w tradycji byłych mieszkańców archipelagu. Jedna z opowieści sprzed ewakuacji wyspiarzy mówiła, że mężczyzna nie mógł się ożenić, dopóki nie zdobył szczytu kolumny.
Pierwsze oficjalne zapiski na temat wspinaczki na kolumnę pochodzą z 1883, kiedy to szczyt ten zdobył Charles Barrington. To zdarzenie zostało opisane w Alpine Club Journal i było na te czasy czymś zupełnie innym i niezwykłym. Barrington był również pierwszym człowiekiem, który zdobył Eiger.